# 蓑谷村
蓑谷村（みのだにむら）は、かつて富山県東礪波郡にあった村。
村名は5地域の中心であった蓑谷村からとられた。

## 沿革
- 1889年（明治22年）4月1日 - 町村制の施行により、礪波郡北野村、北野新村、東西原村、西明村、細野村、蓑谷村、正谷村及び是安村の区域の一部の区域をもって、礪波郡能美村が発足する。
- 1896年（明治29年）3月29日 - 郡制の施行のため、礪波郡が分割して、東礪波郡が発足により、東礪波郡に所属となる。
- 1898年（明治31年）8月26日 - 東礪波郡能美村を分割して、次のとおり。 
  - 大字北野及び大字北野新の区域 → 東礪波郡北野村が発足する。
  - 大字蓑谷、大字細野、大字西明、大字東西原及び大字正谷の区域 → 東礪波郡蓑谷村が発足する。
- 1952年（昭和27年）5月1日 - 東礪波郡城端町、南山田村、大鋸屋村、北野村及び簑谷村が合併して、東礪波郡城端町が発足する。

## 歴代村長
出典→
1. 近川為次郎（1898年11月 - 1899年5月）
2. 中田藤一郎（1899年6月 - 1915年6月）
3. 近川八太郎（1915年6月 - 1917年6月）
4. 根井仁三郎（1917年7月 - 1920年4月）
5. 堀尚之（1920年4月 - 1922年6月）
6. 永井甚太郎（1922年7月 - 1928年7月）
7. 近川養作（1928年8月 - 1932年8月）
8. 岡田庄蔵（1932年8月 - 1943年10月）
9. 前田才一郎（1943年11月 - 1947年3月）
10. 広田徳四（1947年4月 - 1952年4月）